# Iaret
Iaret va ser una princesa de l'antic Egipte, segona Gran Esposa Reial del seu germanastre Tuthmosis IV. Era filla d'Amenofis II i d'una dona el nom de la qual s'ha perdut, però que havia de ser una princesa reial. El seu matrimoni amb aquest rei va ser per raons purament polítiques, ja que Tuthmosis IV era fill d'una esposa secundària, de nom Tiaa, i la legitimitat se la va proporcionar el seu matrimoni amb Iaret. La transcripció del seu nom és incerta, ja que està escrit amb una sola cobra, la qual cosa proporciona diferents lectures possibles.
Va tenir un gran nombre de filles, però en no tenir cap hereu masculí, el següent rei va ser Amenhotep III, nascut de la primera esposa de Tuthmosis IV, la dama Mutemuia, que posseïa el títol d'esposa secundària.
Iaret pot haver estat la mare de Sitamon i l'àvia de Nefertiti.

## Testimonis de la seva època
Està representada en una estela del any 7è del regnat de Tuthmosis IV a Cnosos, així com en inscripcions del mateix any a les mines de Turquesa de Sarabit al-Khadim, a la Península del Sinaí.

## Títols

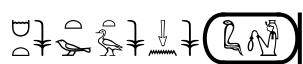
Inscripció de Iaret: «Gran Esposa Reial, Gran Filla Reial, Germana Reial, Iaret»

- Filla Reial (s3t-niswt).
- Germana Reial (snt-niswt).
- Gran Esposa Reial (hmt-niswt-wrt)
- Gran Filla Reial (s3t-niswt-wrt).

### Cites i notes
1. ↑  Bryan, Betsy: The Reign of Thutmose IV, Ed. Johns Hopkins University Press, 1991. pág. 335
2. ↑  Bryan, op. cit., pág. 336